# Уиллард, Джесс
Джесс Майрон Уиллард (англ. Jess Myron Willard; 21 декабря 1881, Сент-Клер, Канзас, США — 15 декабря 1968, Лос-Анджелес, Калифорния, США) — американский боксёр-профессионал, чемпион мира в супертяжёлом весе.

## Биография
Джесс Уиллард родился 29 декабря 1881 года в поселении Сент-Клер (Канзас). Джесс был младшим из четырёх сыновей Майрона и Маргарет Уиллардов. Его отец, Майрон Уиллард, умер в 1881 году в возрасте 37 лет от тяжёлых ран, полученных во время Гражданской войны. Мать, Маргарет Уиллард, чуть позже повторно вышла замуж за мужчину по фамилии Сталкер.
С детства Джесс выделялся внушительными размерами, хотя его братья имели обычный рост. Боксом занялся очень поздно. 13 марта 1908 года Уиллард женился. В поисках работы он со своей женой исколесил весь Средний Запад, переезжая то в Оклахому, то в Техас. Однажды он чуть было не получил работу полицейского в штате Оклахома. Поиск средств на жизнь, а к тому времени он уже обзавелся первым ребёнком, привел 27-летнего мужчину на ринг.
Рост Джесса был под два метра, весил он 114 кг и называли его тогда «Сосна из Канзаса».
Ещё выступая на ринге Уиллард начал актёрскую карьеру и в 1919 году исполнил главную роль в фильме The Challenge of Chance.
Был многодетным отцом, у него было пятеро детей — 3 девочки и 2 мальчика. Дожил почти до 87 лет и умер 15 декабря 1968 года.

## Профессиональная карьера
Два года Уиллард дрался за деньги в цирках и обшарпанных боксёрских клубах, пока его не приметил довольно известный менеджер Том Джонс. С ним Уиллард начал драться уже на серьёзном уровне. В 1912—1913 годах ему пришлось трижды драться с Баллом Янгом. Их третий бой закончился трагедией, Янг был нокаутирован и не приходя в сознание скончался в больнице. Это так потрясло Джесса, что он дал клятву больше не подниматься на ринг. К тому же он, согласно правилам того времени, был дисквалифицирован на три года. Однако Том Джонс реализовал все свое обаяние, всю логику и уговорил-таки «Канзасскую сосну» вернуться на ринг. Менеджер решил и другую проблему, уговорив боксерских чиновников снять с Уилларда дисквалификацию.

#### Чемпионский бой с Джеком Джонсоном
В 1915 году Уиллард выиграл бой за звание чемпиона мира, победив нокаутом в 26-м раунде 37-летнего Джека Джонсона.
В следующем году Джесс отстоял свой титул в бою с Френком Мораном.

#### Бой с Джеком Демпси
4 июля 1919 года он встретился на ринге с новой восходящей звездой Джеком Демпси. В первом раунде Уиллард побывал в нокдауне семь раз, получив серьёзные травмы, и не вышел на четвёртый раунд. После этого он ещё выступал на ринге до 1923 года.